# Elecciones al Parlamento Europeo de 2004 (Francia)
En las elecciones al Parlamento Europeo de 2004 en Francia, celebradas los días 12 y 13 de junio, se escogió a los representantes de dicho país para la sexta legislatura del Parlamento Europeo. El número de escaños asignado a Francia pasó de 87 a 78.

## Circunscripciones

Reparto de escaños por circunscripción.

Los 78 escaños se repartieron por primera vez entre ocho circunscripciones interregionales. Las anteriores elecciones se habían celebrado en circunscripción única.
- Noroeste (Baja Normandía, Alta Normandía, Norte-Paso de Calais, Picardía): 12 escaños
- Oeste (Bretaña, País del Loira, Poitou-Charentes): 10 escaños
- Este (Alsace, Borgoña, Champaña-Ardenas, Franco Condado, Lorena): 10 escaños
- Macizo Central - Centro (Auvernia, Centre, Limousin): 6 escaños
- Suroeste (Aquitania, Languedoc-Roussillon, Mediodía-Pirineos): 10 escaños
- Sudeste (Córcega, Provenza-Alpes-Costa Azul, Ródano-Alpes): 13 escaños
- Isla de Francia: 14 escaños
- Ultramar: 3 escaños

## Resultados
| Datos de participación | Datos de participación | Datos de participación |
| ---------------------- | ---------------------- | ---------------------- |
| Censo electoral        | 41.518.582             | 100%                   |
| Votos                  | 17.752.582             | 42,8%                  |
| Abstención             | 23.766.000             | 57,2%                  |
| Votos a candidaturas   | 17.167.379             | 96,7%                  |

| ← Elecciones al Parlamento Europeo de 2004 →                       |           |       |         |     |                                                                      |
| Partido                                                            | Votos     | %     | Escaños | +/- | Grupo del Parlamento Europeo                                         |
| Partido Socialista (PS)                                            | 4.960.245 | 28,89 | 31      | +9  | Partido Socialista Europeo                                           |
| Unión por un Movimiento Popular (UMP)                              | 2.856.186 | 16,64 | 17      | +5  | Partido Popular Europeo                                              |
| Unión para la Democracia Francesa (UDF)                            | 2.051.142 | 11,95 | 11      | +2  | Alianza de los Demócratas y Liberales por Europa                     |
| Frente Nacional (FN)                                               | 1.684.868 | 9,81  | 7       | +2  | No inscritos, Identidad, Tradición, Soberanía durante parte de 2007a |
| Movimiento por Francia (MPF)                                       | 1.304.843 | 7,60  | 3       | +3  | Independencia y Democracia                                           |
| Los Verdes (VERTS)                                                 | 1.271.059 | 7,40  | 6       | -3  | Los Verdes-Alianza Libre Europea                                     |
| Partido Comunista Francés (PCF) Partido Comunista de Reunión (PCR) | 1.009.976 | 5,88  | 3       | -3  | Izquierda Unitaria Europea - Izquierda Verde Nórdica                 |
| Lucha Obrera Liga Comunista Revolucionaria (LO-LCR)                | 429.224   | 2,50  | 0       | -5  |                                                                      |
| Caza, Pesca, Naturaleza, Tradiciones (CPNT)                        | 297.303   | 1,73  | 0       | -6  |                                                                      |
| Agrupación por Francia (RPF)                                       | 257.534   | 1,50  | 0       | -13 |                                                                      |
| Partido Radical de Izquierda (PRG)                                 | 15.718    | 0,09  | 0       | =   |                                                                      |
| Otros                                                              | 1.030.596 | 6,0   | 0       |     |                                                                      |

a: Desde la fundación del grupo en enero de 2007 hasta su disolución en noviembre del mismo año.